# Park Na Solidaritě
Park Na Solidaritě se nachází v blízkosti divadla Solidarita v městské části Prahy 10, Strašnice. Vznikl po roce 1953 uprostřed sídliště Solidarita. Jeho kompozici navrhl architekt František Jech. Park je dispozičně rozdělen do dvou částí a jeho součástí je i komplex drobných přízemních obchodů, restaurací a kaváren, divadlo a škola. V jižní části parku stála původně kašna, která v průběhu let zanikla. Nedaleko zaniklé kašny se dnes nachází kamenná plastika Exploze I. od Eliáše Dolejšího a na druhé straně je umístěna betonová socha Martina Bobka zvaná Kruh. V severní části parku se na betonovém podstavci rozkládá kovová plastika s rostlinným motivem Výhonky v parku.

## Galerie

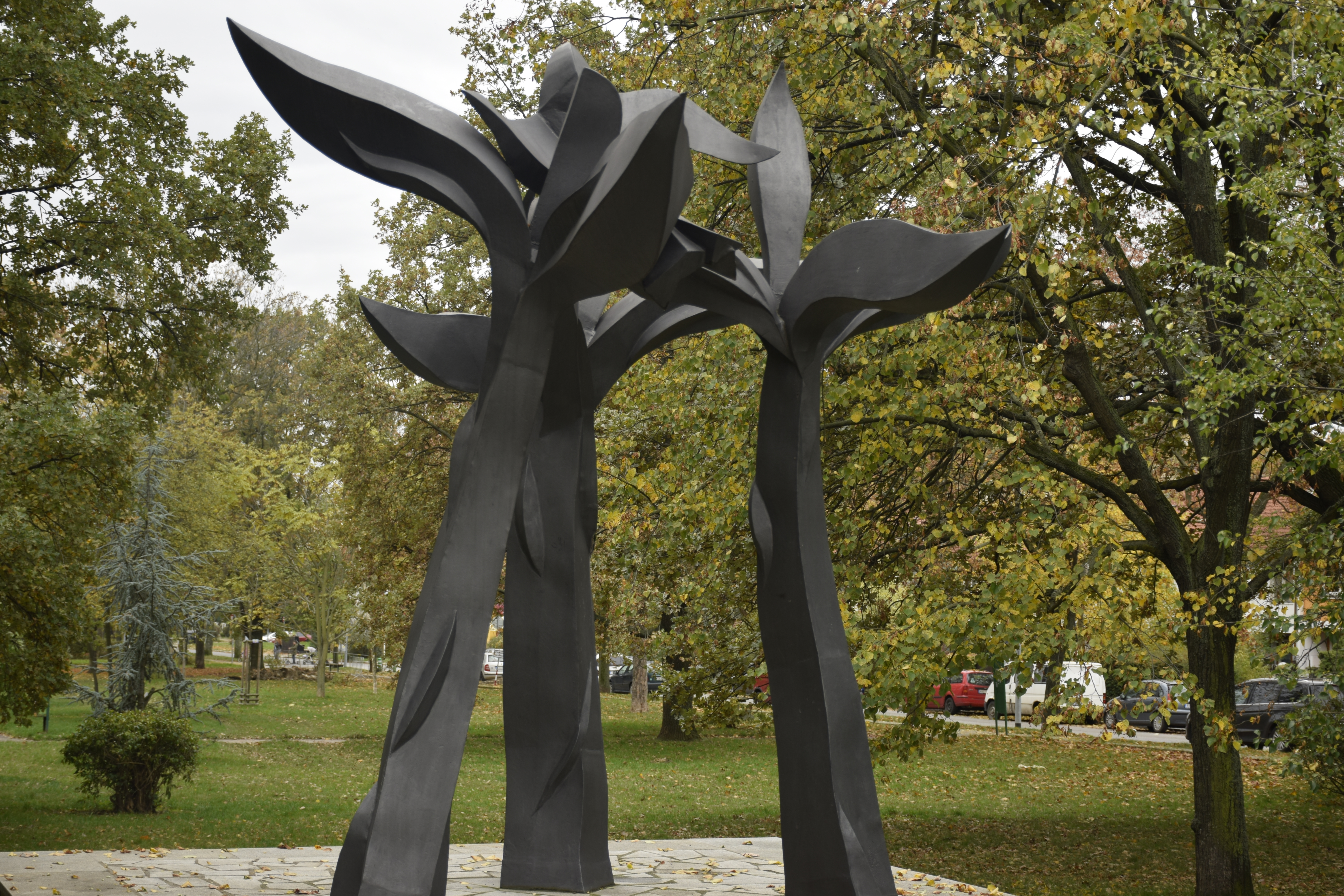
Výhonky v parku
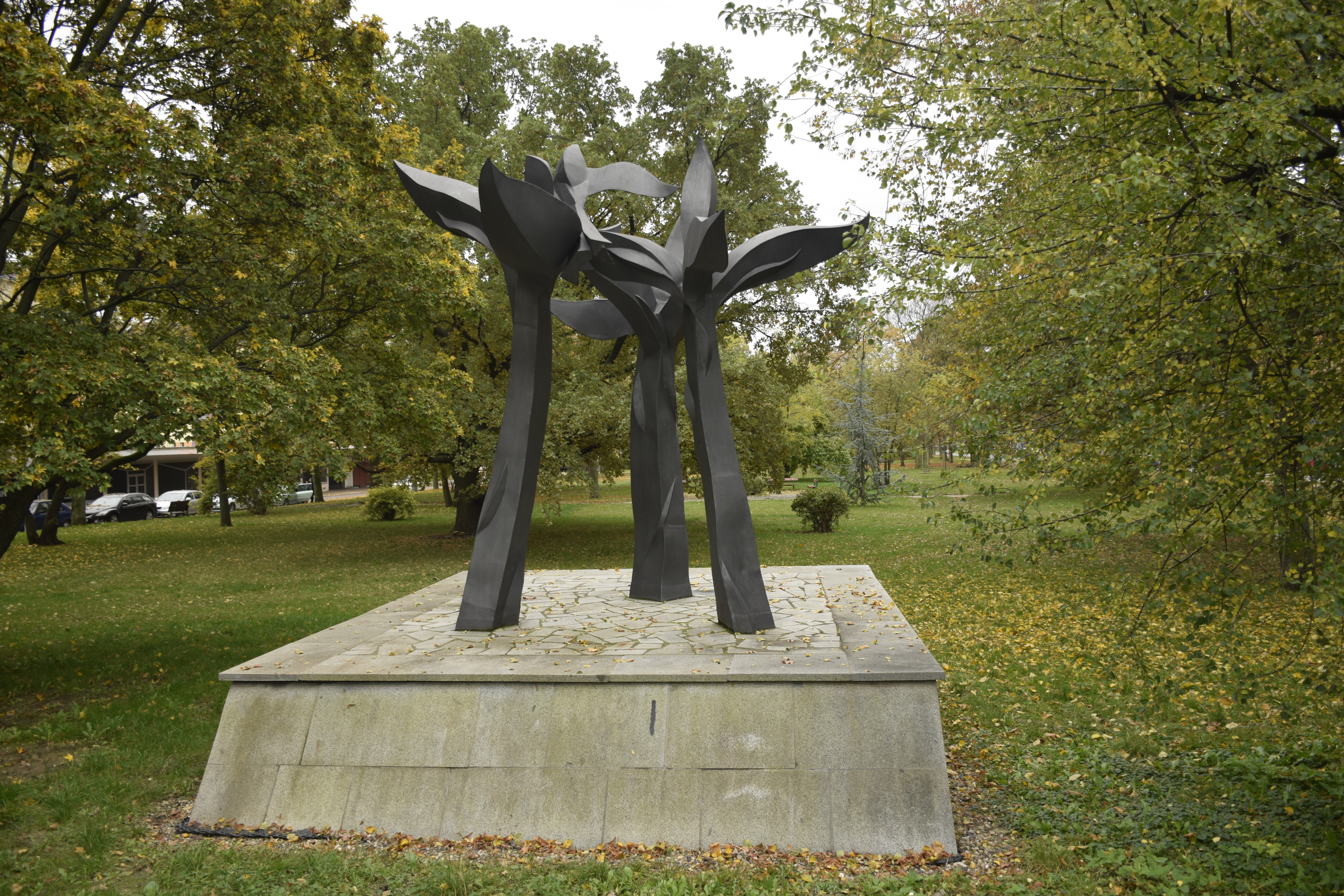
Výhonky v parku
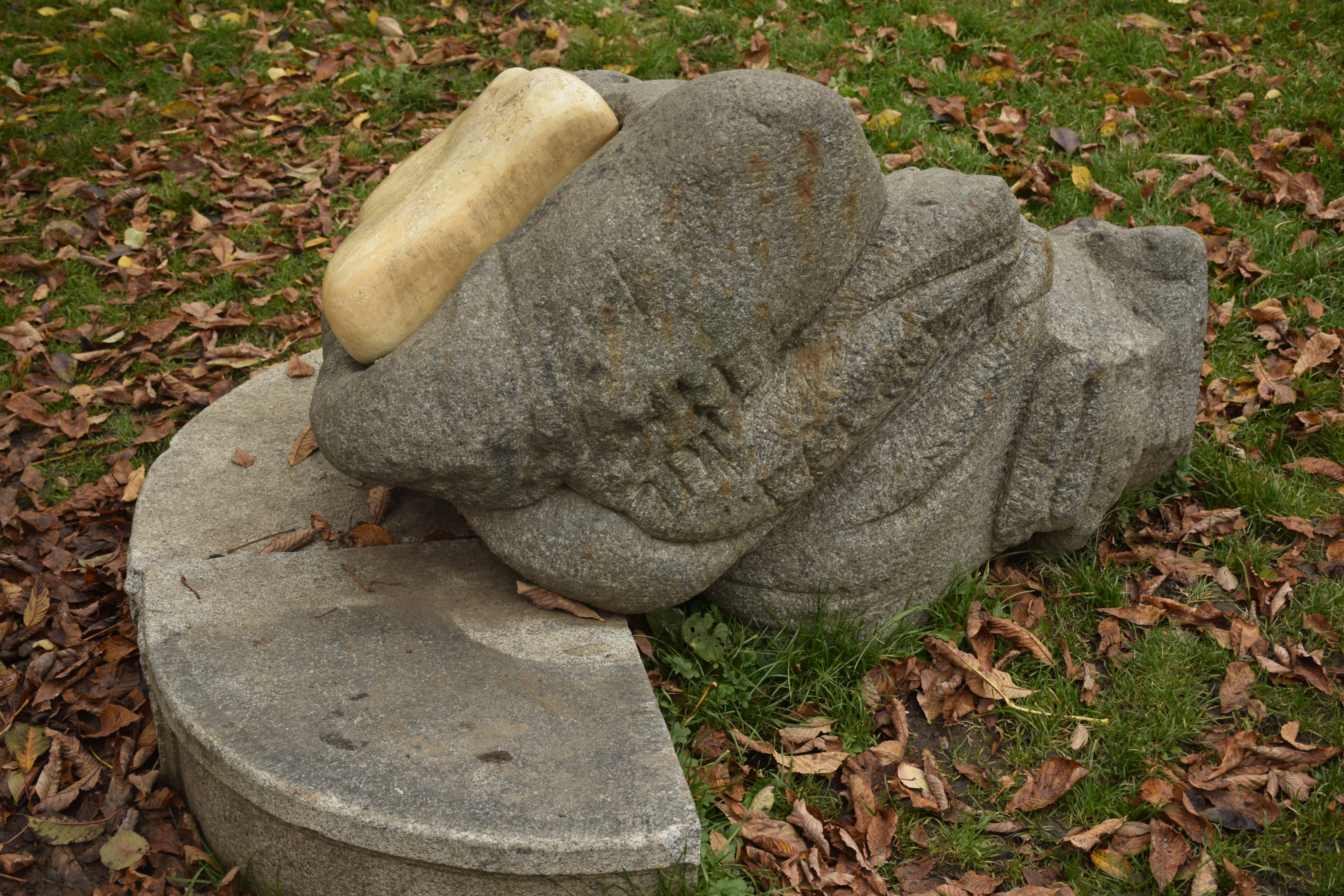
Exploze I
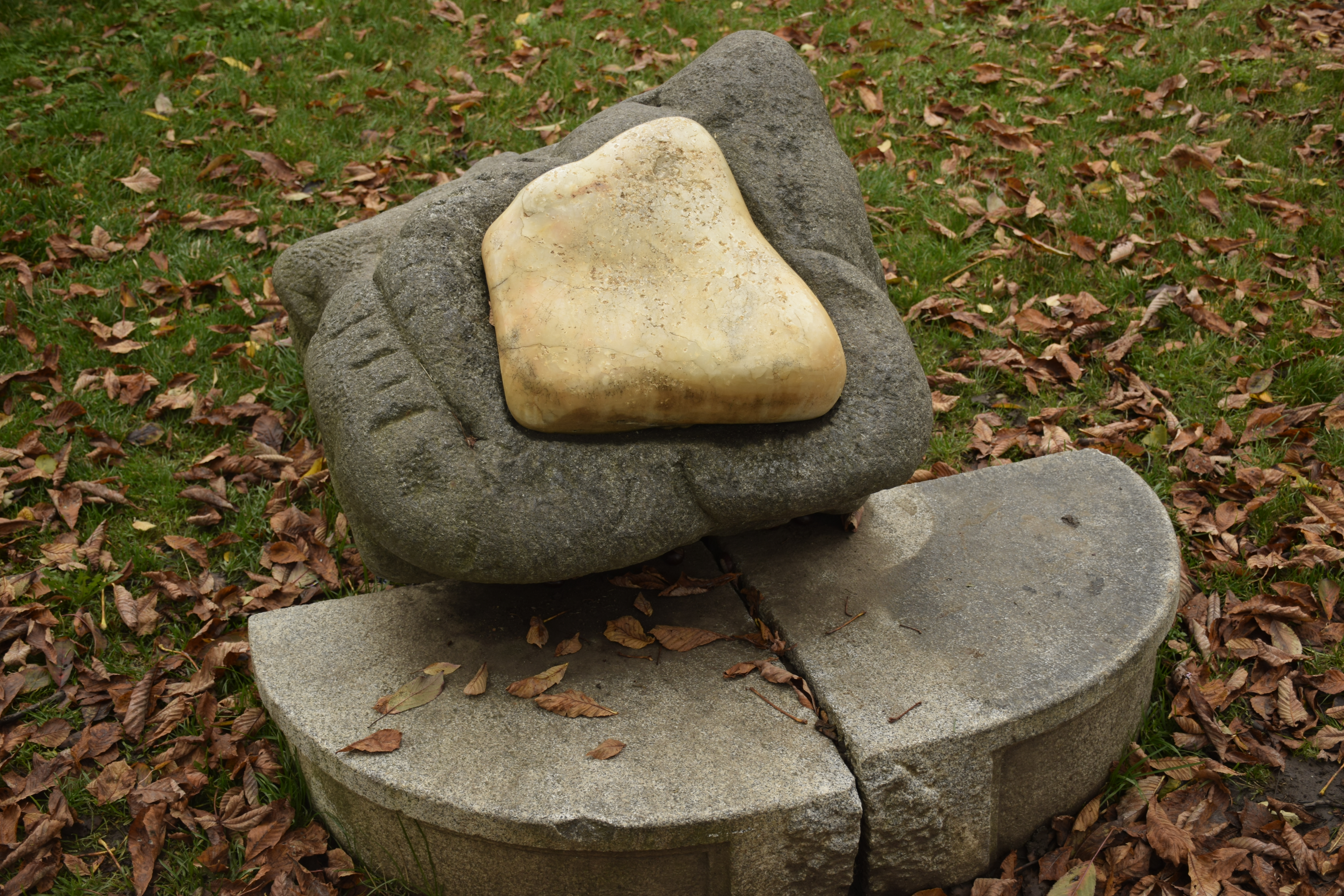
Exploze I (kámen, beton)
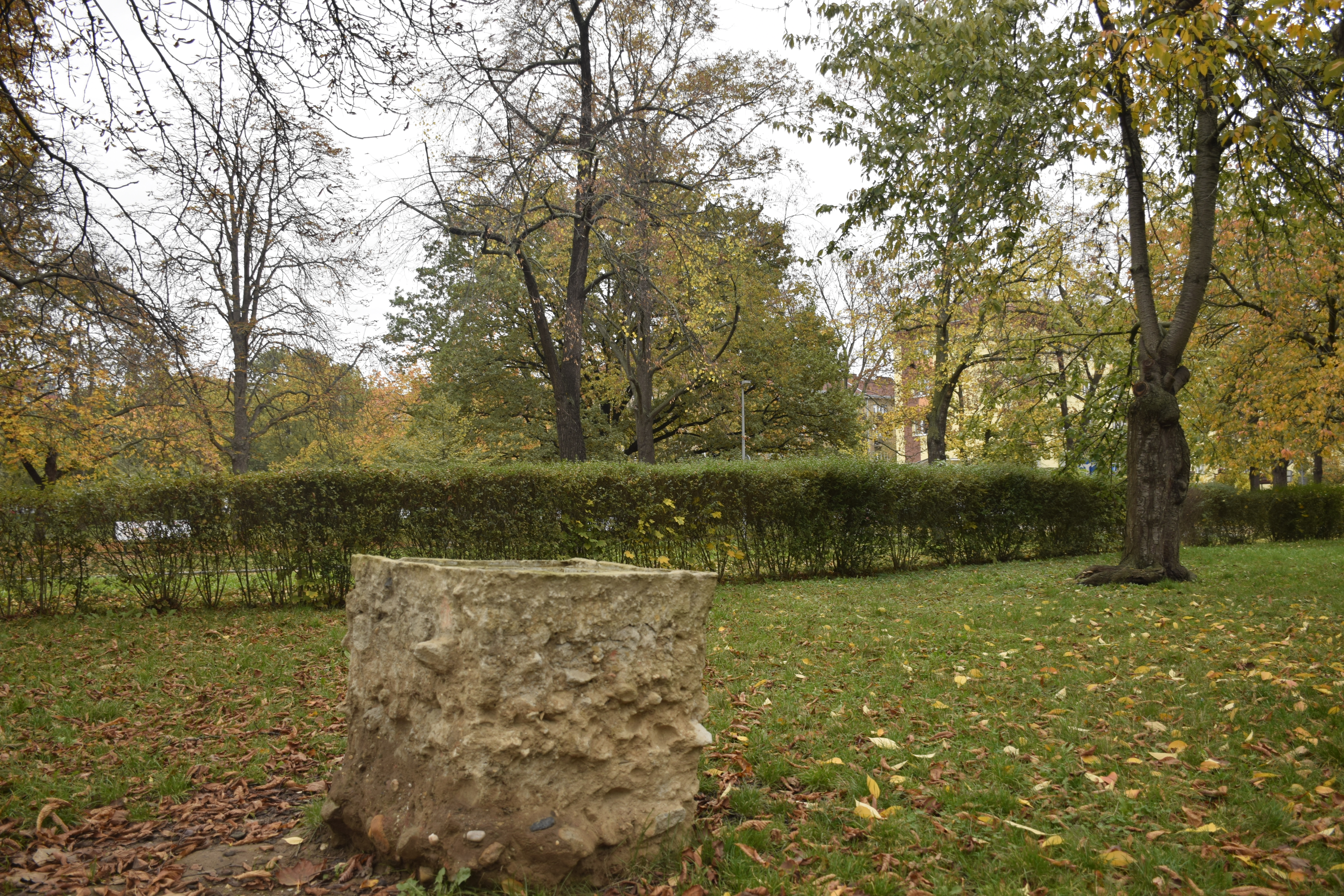
Kruh (beton)
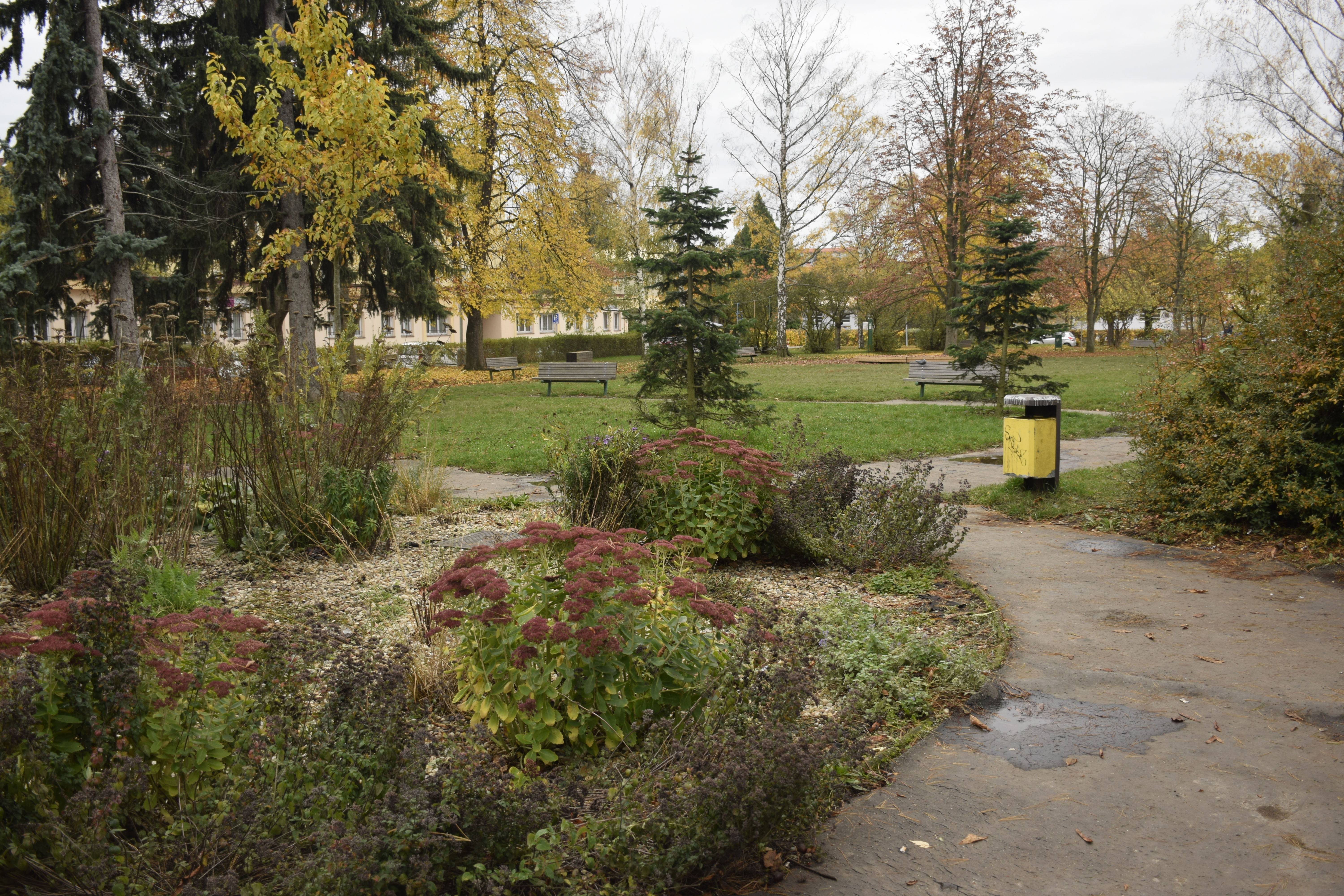
Zaniklá kašna
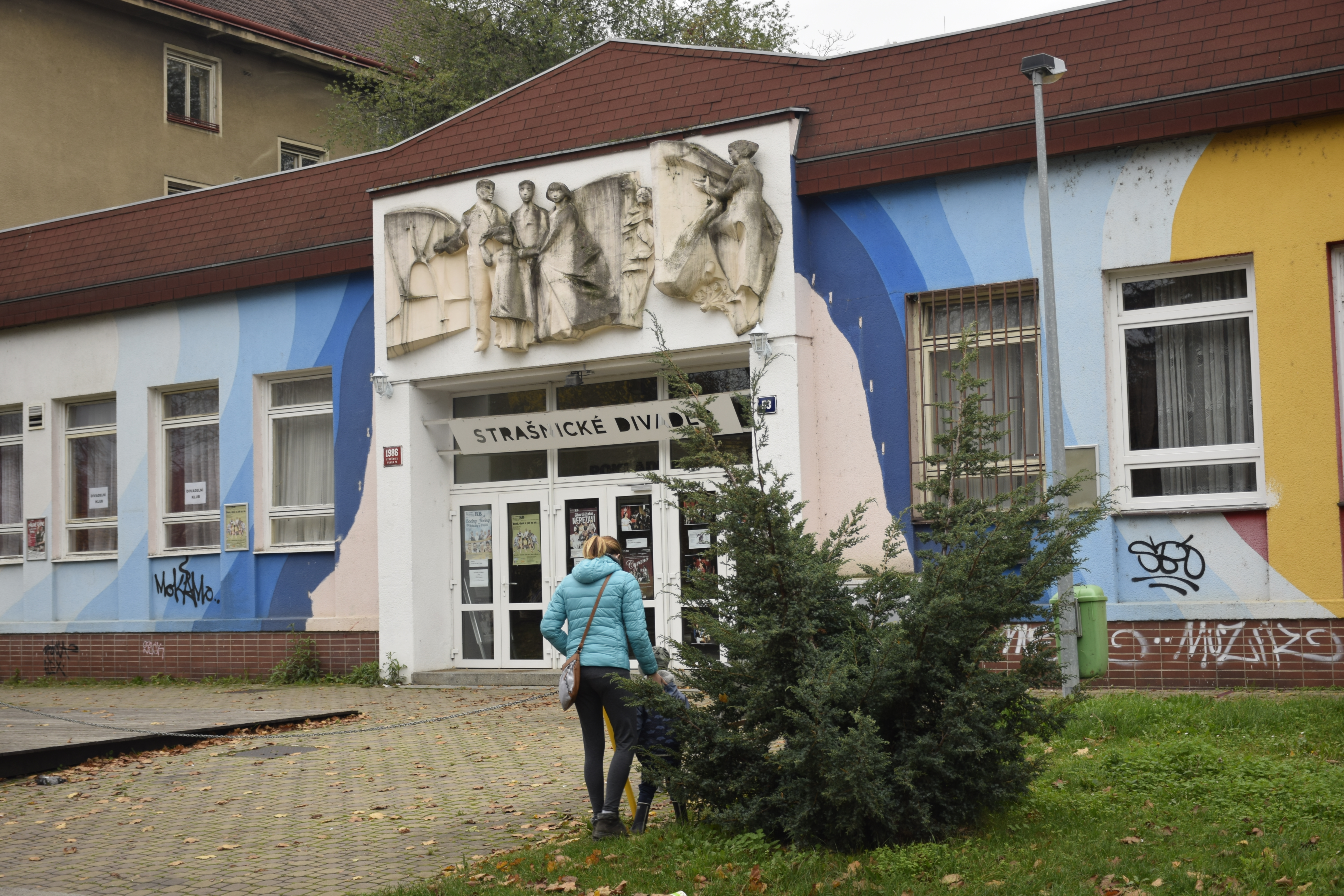
Strašnické divadlo